# Kim Min-ki
Kim Min-ki (김민기?, 金民基?, Gim Min-giLR, Kim MinkiMR; Iksan, 31 marzo 1951 – Seul, 21 luglio 2024) è stato un cantautore, compositore, drammaturgo e regista teatrale sudcoreano, noto soprattutto per la canzone del 1970 Morning Dew, considerata un inno simbolico del movimento pro-democrazia degli anni '70 e '80..

## Biografia
Kim nacque il 31 marzo 1951, ultimo di dieci figli, a Iri (la moderna Iksan); sua madre, originaria di Wonsan, fu una levatrice, mentre non conobbe mai il padre, ucciso dall'Armata dell'esercito coreano prima della sua nascita. La famiglia si trasferì a Seul nel 1963, dove frequentò la Jaedong National School e la Gyeonggi High School: nel 1966 la sua terza sorella gli regalò una chitarra, che egli imparò a suonare da autodidatta, componendo alcune canzoni. Nel 1969 si iscrisse alla facoltà di belle arti dell'Università nazionale di Seul, formando il duo Dobidu con un compagno di classe. Nello stesso periodo, oltre a continuare a comporre, strinse legami con il poeta Kim Ji-ha e la cantante Yang Hee-eun. Per quest'ultima scrisse la canzone di debutto Morning Dew, pubblicata nel 1970, con cui si fece conoscere per la prima volta al grande pubblico, aprendo un nuovo capitolo nella storia della musica coreana e aiutando a imporre il folk tra i generi pop grazie a numerosi pezzi rappresentanti la cultura giovanile del decennio. Pubblicò il suo primo album nel 1971.
Nel 1972, dopo essere stato arrestato dalla polizia per aver insegnato le sue canzoni agli studenti universitari, venne punito con la censura e il ritiro dei suoi album dai negozi. Poiché molti dei suoi pezzi furono usati dai populisti, venne messo sotto controllo costante dal governo, non riuscendo a pubblicare nessuna nuova canzone fino al 1987. Si arruolò nel KATUSA (il Korean Augmentation to the United States Army) nel 1974 venendo assegnato al servizio di trasmissione American Forces Korean Network, mentre nel 1975 venne convocato dalle forze di sicurezza per comporre una canzone, ma non riuscendo a produrre un pezzo soddisfacente, fu inviato al fronte. Rimase nell'esercito fino a maggio del 1977, dopodiché trovò un impiego da sarto a Bupyeong, Incheon, continuando a studiare e ottenendo la laurea e una licenza da insegnante. Contemporaneamente compose Evergreen Tree per Yang Hee-eun, inserita nell'album della cantante con lo pseudonimo "Kim Ah-young" per superare i controlli della censura. Il 26 ottobre 1979 si trasferì a Gimje, vivendo come agricoltore.
Nel 1983 tornò nella capitale come drammaturgo, scrivendo e producendo un gran numero di spettacoli e musical, tra cui Line 1, adattamento dell'omonima opera tedesca di Volker Ludwig e Wolfgang Kolneder, che divenne una delle sue opere più famose: dal debutto nel 1994 al 2023 fu messa in scena oltre ottomila volte, venendo rappresentata anche in Cina, Giappone e Germania. Nel 1991 fondò il teatro Hakchon a Daehangno (Seul), trampolino di lancio per cantanti quali Kim Kwang-seok, Yoon Do-hyun, Na Yoon-sun e Jeong Jae-il. Fu una delle figure di spicco nello sviluppo di un nuovo movimento musicale di canzoni di protesta contestanti l'influenza americana sulla Corea del Sud, esprimendo lo scontento politico di quel periodo.
Dal 2002 si dedicò completamente alla produzione teatrale. Nel 2007 gli fu assegnata la Medaglia Goethe, mentre nel 2018 gli venne riconosciuto l'ordine al merito culturale di seconda classe dalla presidenza della Corea del Sud.
Morì a Seul il 21 luglio 2024 all'età di 73 anni, a causa di un cancro allo stomaco.

## Vita privata
Nel 1985 sposò Lee Mi-young, che conobbe durante la lavorazione di un musical per bambini. La coppia ebbe due figli maschi, Kim Jong-hwa e Kim So-yoon.

## Discografia

### Album in studio
- 1971 – Kim Min-ki
- 1987 – Dad's Face is Beautiful
- 1988 – Mum, Our Mum
- 1992 – Kim Min-ki 1
- 1992 – Kim Min-ki 2
- 1992 – Kim Min-ki 3
- 1992 – Kim Min-ki 4

### Raccolte
- 2004 – Past Life of Kim Min-ki

## Riconoscimenti
- Baeksang Arts Award
  - 2001 – Gran premio per il teatro per Blood Brothers[12]
- Korean Music Award
  - 2013 – Premio alla carriera[13]